# Parafodina pagenstecheri
Parafodina pagenstecheri är en fjärilsart som beskrevs av Pierre E.L. Viette 1968. Parafodina pagenstecheri ingår i släktet Parafodina och familjen nattflyn. Inga underarter finns listade i Catalogue of Life.